# Théâtre du Moulin-Neuf
Le théâtre du Moulin-Neuf était un théâtre suisse romand situé à Aigle dans le canton de Vaud, au cœur de la région du Chablais Vaudois. Il offrait une saison théâtrale essentiellement constituée de créations ainsi qu'une école de théâtre pour les enfants dès 7 ans et les adolescents. En 2014, il devient le Théâtre WAOUW.

## Historique
Le théâtre du Moulin-Neuf est créé en 2001 par un metteur en scène. Il s'installe dans les bâtiments d'une ancienne minoterie, le "Moulin-Neuf" dont il tire son nom. L'homme assume la direction de l'établissement et la présidence de l'association qu'il gère de 2001 à 2010. En 2010, il est suspendu de ses fonctions à la suite d'un placement en détention préventive pour des actes supposés de pédophilie commis à l'encontre de certains jeunes élèves de cours qu'il dispensait au théâtre. En 2013, il est condamné à cinq ans de prison ferme,. Une nouvelle direction est nommée, constituée de Claire Wenger et Clément Reber et le théâtre déménage dans les anciens locaux du cinéma Cosmos de la ville d'Aigle, à l'avenue du Chamossaire 12.

## Pièces représentées

### Saison 2001-2002
- 2001 : Britannicus de Jean Racine, mise en scène d'Yves Burnier
- 2002 : Les Monologues du vagin d'Eve Ensler, mise en scène de Geoffray Dyson
- 2002 : Peer Gynt de Henrik Ibsen, mise en scène de Sébastien Rajon (compagnie acte6)
- 2002 : La Ronde d'Arthur Schnitzler, mise en scène de Jean-Gabriel Chobaz
- 2002 : Dieu, Richard, Job et Nous d'après William Shakespeare et Jean-Claude Grumberg, mise en scène de Jo Boegli
- 2002 : Cabaret Le Béguin D'Antan, mise en scène de Katty Jacqat
- 2002 : Je suis le mari de Lolo d'Antoine Jaccoud, mise en scène de Denis Maillefer
- 2002 : Agamemnon de Sénèque, mise en scène d'Yves Burnier
- 2002 : Oh les beaux jours de Samuel Beckett, mise en scène de Denise Carla Haas

### Saison 2002-2003
- 2002 : Roberto Zucco de Bernard-Marie Koltès, mise en scène d'Yves Burnier
- 2002 : Tokyo Notes d'Oriza Hirata, mise en scène d'Oriza Hirata
- 2002 : Vice(s) Versa de Thomas Middleton et William Rowley, mise en scène de Frédéric Ozier (compagnie acte6)
- 2003 : Au bord de la vie de Gao Xingjian, mise en scène de Christian Rossi
- 2003 : L'hirondelle vole avec la rapidité du zèbre d'après Henri Roorda, mise en scène de Jo Boegli
- 2003 : Un artiste de la faim de Franz Kafka, mise en scène de Denise Carla Hass
- 2003 : Tout contre un petit bois de Jean-Michel Ribes, mise en scène d'Yves Burnier
- 2003 : Pour solde de tout compte d'après Douchka Doumier, mise en scène de George Brasey
- 2003 : Le Saperleau de Gildas Bourdet, mise en scène de Michel Favre
- 2003 : Hamlet de William Shakespeare, mise en scène d'Yves Burnier

### Saison 2003-2004
- 2003 : πR²H de Corinne Martin, mise en scène de Denise Carla Hass
- 2003 : Dom Juan de Molière, mise en scène d'Yves Burnier
- 2003 : Soleils d'Afrique, mise en scène de Jean-Pierre Amiel
- 2003 : Hot House de Harold Pinter, mise en scène d'Attilio Sandro Palese
- 2004 : Tout le monde s'en fou !, mise en scène de Pierre-André Gamba
- 2004 : La Controverse de Valladolid de Jean-Claude Carrière, mise en scène de Jo Boegli
- 2004 : Dans la solitude des champs de coton de Bernard-Marie Koltès, mise en scène de Frédéric Ozier
- 2004 : Alma ou petits bouts de rêves de Marielle Pinsard, mise en scène de Anne-Cécile Moser
- 2004 : Icare, mise en scène de Séverine Zufferey
- 2004 : L'Ouest, c'est ça de Sam Shepard, mise en scène de Jean-Gabriel Chobaz
- 2004 : Le Sommeil de la raison de Michel de Ghelderode, mise en scène d'Yves Burnier

### Saison 2004-2005
- 2004 : Ubu roi d'Alfred Jarry, mise en scène de Denise Carla Hass
- 2004 : L'Amour médecin de Molière, mise en scène d'Yves Burnier
- 2004 : Dom Perlimpin d'après Frederico Garcia Loca, mise en scène d'Omar Porras
- 2004 : Dom Juan de Molière, mise en scène d'Yves Burnier
- 2005 : Les crocodiles ne pleurent plus de Guillaume Le Touze, mise en scène de Jean-Pierre Amiel
- 2005 : Laurel et Hardy vont au paradis de Paul Auster, mise en scène de Muriel Imbach
- 2005 : La Locandiera de Carlo Goldoni, mise en scène de Stefano Carrera
- 2005 : Trois très singuliers trépas de Michel De Ghelderode, mise en scène de Jo Boegli